# Tulia (együttes)
A Tulia lengyel modern népzenei együttest Tulia Biczak alapította 2017-ben, Szczecinben. 2018-ban megjelentették debütáló stúdióalbumukat, melynek neve szintén a Tulia nevet viseli. A négytagú lányokból álló együttes képviselte Lengyelországot a 2019-es Eurovíziós Dalfesztiválon, Tel-Avivban.

## Történet
Miután megalapult a csapat, először feldolgozásokat kezdtek el játszani, amelyeket milliós nézettség követett. Ugyanebben az évben felléptek Lengyelország leghíresebb díjátadóján, a  Fryderyki díjátadó gálán, ahol szereplésük mellett jelölve is lettek, mint legjobb új előadó. Ezután három díjat nyertek Opolében, a Lengyel Zenei Fesztiválon. Emellett számos nyári fesztiválon léptek fel. Debütáló albumuk platinalemez lett.

## Tagok
- Patrycja Nowicka
- Dominika Siepka
- Joanna Sinkiewicz
- Tuli Biczak

## Diszkográfia

### Stúdióalbumok
- 2018: Tulia
- 2021: Półmrok

### Kislemezek
- 2017: Enjoy the Silence
- 2018: Nieznajomy
- 2018: Jeszcze Cię nie ma
- 2018: Wstajemy już
- 2019: Fire of Love (Pali się)
- 2019: Trawnik (feat. Kasia Kowalska(wd))
- 2019: Rzekaż
- 2020: Burza
- 2021: Marcowy
- 2021: Przepięknie